# حارة شمس الدين (زنجبار)
حي باجدار هو أحد أحياء مدينة زنجبار التابعة لمحافظة أبين، بلغ تعداد سكانها 2735 نسمة حسب تعداد اليمن لعام 2004.